# ورو رکوردز
ورو رکوردز (انگلیسی: Verve Records) یک ناشر موسیقی آمریکایی است که متعلق به گروه موسیقی یونیورسال می‌باشد و در سال ۱۹۵۶ ایجاد گردید.